# Annemarie Goedmakers
Anne Maria Catharina (Annemarie) Goedmakers (ur. 25 marca 1948 w Amsterdamie) – holenderska polityk, biolog, menedżer i działaczka społeczna, od 1989 do 1994 posłanka do Parlamentu Europejskiego III kadencji.

## Życiorys
Studiowała biochemię na Uniwersytecie Amsterdamskim oraz biologię na Université Claude-Bernard-Lyon-I. Na Uniwersytecie Amsterdamskim uzyskała doktorat z ekosystemów wodnych, została pracownikiem naukowym tej uczelni. Zatrudniona również w ministerstwie spraw społecznych, zdrowia i kultury.
Zaangażowała się w działalność polityczną w ramach Partii Pracy, działała w lokalnych władzach ugrupowania, została też jego krajową wiceprzewodniczącą. Zasiadała w regionalnym zgromadzeniu Holandii Północnej. Z jej ramienia Partii Pracy w 1989 bezskutecznie kandydowała do Parlamentu Europejskiego. W listopadzie tegoż roku objęła jednak mandat europosłanki III kadencji. Dołączyła do grupy socjalistycznej, była członkinią Komisji Budżetowej i Komisji ds. Kontroli Budżetu. W PE zasiadała do 1994. Była przewodniczącą pozarządowych organizacji ekologicznych, m.in. Stichting Aap (2000–2004) i Vereniging Milieudefensie (2007–2010). W latach 90. kierowała firmą Nuon, zajmującą się energią odnawialną, a od stycznia do września 2004 kierowała Staatsbosbeheer, rządową organizacją zajmującą się lasami i zasobami naturalnymi. W latach 2004–2018 pełniła funkcję prezesa Foundation Rural Energy Services.